# Artabasd
Artabasd (nom llatinitzat de l'armeni Արտավազդ, Artavazd) fou emperador romà d'Orient, autoproclamat durant el regnat del seu cunyat Constantí V el juny del 741. Per ser defensor del culte amb imatges fou reconegut com a emperador pel papa Zacaries I. Constantí no va acceptar aquesta usurpació i dos anys després va reunir un exèrcit que el va enderrocar. Va acabar els seus dies en un monestir i cegat.

## Unió amb la dinastia Isàuria
Era descendent d'una família noble d'Armènia. Cap a l'any 713, l'emperador Anastasi II el va nomenar governador (estrateg) del tema d'Armènia, que abastava les antigues àrees del Pont, Armènia Menor i el nord de Capadòcia, amb capital a Amasea. Després de la deposició d'Anastasi, Artabasd va arribar a un acord amb el governador del tema dels Anatòlics, Lleó, per destronar el nou emperador Teodosi III. Per refermar el pacte Lleó li va donar la seva filla Anna en matrimoni, cerimònia que es va celebrar a continuació de l'ascens al tron de Lleó, com a Lleó III, el març del 717.
Artabasd fou recompensat amb el títol de curopalata (majordom de palau) i també amb el de comes d'Opsici, sense perdre el control del càrrec d'estrateg que ja tenia.

## Proclamació d'emperador
El 741 va morir Lleó i li va succeir el seu fill Constantí V, anomenat Caballinus, fou un emperador iconoclasta i es va dedicar a la destrucció d'imatges a les esglésies, mentre que Artabasd era partidari del culte amb imatges. Va aprofitar el descontentament del poble i mentre l'emperador era en campanya contra els àrabs, va preparar una revolta a Frígia. Constantí va rebre notícies i va exigir ostatges al seu gendre (en concret els seus fills) però Artabasd no els va voler donar i es va presentar al lloc on era Constantí amb un exèrcit, i el va derrotar.
Constantí va fugir a la Frígia Pacatiana on va reunir tropes. Mentrestant Artabasd va aconseguir el suport del patrici Teòfanes Monotes i d'Anastasi el patriarca de Constantinoble que van llençar el rumor que Constantí V era mort i Artabasd fou proclamat emperador. Va ser reconegut pel Papa Zacaries. Va buscar, sense èxit, el suport dels àrabs i va restaurar el culte amb imatges. Al seu fill Nicèfor el va associar a l'imperi i a l'altre fill Nicetes el va enviar amb un exèrcit a Armènia.
Constantí va rebre suport del poble dels isauris i el 743 va iniciar una campanya que va acabar amb la derrota de l'usurpador en poques setmanes a Sardes (maig del 743); a l'agost del mateix any el seu fill Nicetes fou derrotat a Comòpolis (Bitínia) batalla en la qual va morir Tigranes, un noble armeni cosí d'Artabasd. Aquest darrer va fugir a Constantinoble on va quedar assetjat. Nicetes fou fet presoner a Nicomèdia. El 2 de novembre del 743 els assetjants dirigits per Constantí V van ocupar la capital i Artabasd, el seu fill Nicèfor, i els seus principals suports foren fets presoners, enviats al monestir de Cora, on van ser cegats. Anna, va anar al monestir per cuidar del seu marit i dels seus fills, on van ser enterrats quan van morir en data desconeguda.